# 小行星8064
小行星8064（英語：8064 Lisitsa）是一颗围绕太阳公转的小行星。1978年9月1日，尼古拉·切爾尼赫在克里米亚发现了此天体。
这颗小行星的绝对星等为285.8536090416574等。